# Silene caroli-henrici
Silene caroli-henrici är en nejlikväxtart som beskrevs av Melzh. Silene caroli-henrici ingår i släktet glimmar, och familjen nejlikväxter. Inga underarter finns listade i Catalogue of Life.